# Jimaní
Jimaní è un comune della Repubblica Dominicana di 11.414 abitanti, situato nella provincia di Independencia, di cui è capoluogo. Comprende, oltre al capoluogo, due distretti municipali: El Limón e Boca de Cachón.

## Descrizione
Dista dalla capitale Santo Domingo circa 280 km.

## Storia
Nel 2004 un diluvio ha raso al suolo la città durante la notte e molti dei suoi abitanti sono stati uccisi da questa catastrofe. Oggi la città è ancora in fase di ricostruzione.